# Xaxado
Xaxado (portugisiska uttal: [ʃaʃadu]) är en populär dans skapad i obygden i Pernambuco, Brasilien. Den dansades ofta av cangaceiros i regionen för att fira segern i strid; Det är en dans som också praktiseras som en traditionell dans av den lokala befolkningen som helhet.
Cangaço var en revolutionär kamp, där män i gruppen, cangaceiros, vandrade till städerna i jakt på rättvisa och hämnd för bristen på arbetstillfällen, mat och medborgarskap.De orsakade oordning i rutinerna för bönderna. En av de främsta ledarna för dessa stråtrövare var Lampião (Lampião), tidigare kapten i brasilianska nationalgardet. Termen kommer från ordet oket cangaço (trästycke används för att hålla par oxar att plöja eller dra en vagn.